# 維基·考沙爾
維基·考沙爾（英語：Vicky Kaushal，發音：[ˈʋɪkːi ˈkɔːʃəl]，1988年5月16日—），印度男演員，主要亮相於寶萊塢。他獲得了諸多獎項，涵蓋印度國家電影獎及印度電影觀眾獎，並於2019年登上《富比士印度》的百大名人榜。
考沙爾從拉吉夫·甘地理工學院獲得工程學位後，進入了演藝界，起初在《瓦塞蒲黑幫》（2012年）中擔任阿努拉格·卡許亞普的助理導演，並在幾部電影中扮演配角。首部主演作品是獨立電影《永生之愛》（2015年），隨後主演了卡許亞普的《孟買連環殺手》（2016年）。2018年，考沙爾憑藉在高票房《心甘情願》和《巨星桑君》中的配角獲得了更廣泛的認可，並憑藉《巨星桑君》贏得了印度電影觀眾獎最佳男配角。
考沙爾憑藉2019年的《克什米爾：英勇行動》奠定了於業界擔任男主角地位，並為此贏得了印度國家電影獎最佳男主角。他又憑藉《印度刺客：薩達爾·辛格》（2021年）而贏得印度電影觀眾獎最佳男主角。2023年參演的《人在家在》、《印度元帅：马内克肖尔》及《世紀倫敦夢》皆取得成功的票房，其中憑藉《世紀倫敦夢》贏得另一座印度電影觀眾獎最佳男配角。2025年帶來創下個人票房紀錄的《幼獅王朝》。
除了演藝事業外，考沙爾還代言眾多品牌和產品，並在頒獎典禮上共同主持和表演。他的妻子是演員卡特麗娜·卡芙。

## 早年
維基·考沙爾生於孟買郊區的一家小公寓，父親沙姆·考沙爾（Sham Kaushal）是印度電影武術指導，母親維娜·考沙爾（Veena Kaushal）是家庭主婦。弟弟桑尼也是演員。家族是旁遮普印度教徒，祖籍是旁遮普邦的霍希亚布尔。考沙爾形容自己是個「對學習、打板球和看電影感興趣的普通孩子」。
父親希望兒子遠離演藝界，擁有一份穩定的職業，考沙爾為此於2009年從孟買的拉吉夫·甘地理工學院畢業，獲得了電子和電信工程學位。考沙爾畢業那年，在對一家IT公司進行工業考察時，意識到自己對辦公室工作真的沒有興趣，並開始渴望從事電影事業。他到基肖爾·納米特·卡普爾的學院學習表演，同時參加馬納夫·考爾的荒野（Aranya）劇團以及納薩魯丁·沙的莫特利製片公司（Motley Productions）的戲劇表演；主要從事後台、公告和替身等的所有雜事。考沙爾在接下來的兩年裡參加了各種試鏡，但沒有得到任何好機會。他第一次嘗試表演是在2011年的戲劇作品《紅鉛筆》（Laal Pencil）。
考沙爾的電影生涯始於分成上下兩部的《瓦塞蒲黑幫》（2012年）中擔任阿努拉格·卡許亞普的助理導演。他將卡許亞普視為自己的導師，並稱與對方一起工作的回憶相當美好。隨後，他在卡許亞普監製的《雞肉庫拉那》（2012年）和《孟買天鵝絨》（2015年）及短片《極客出局》（Geek Out，2013年）中擔任配角。

## 私生活

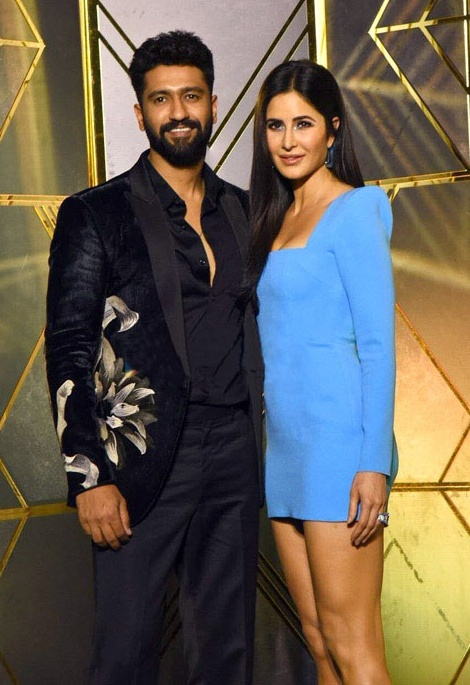
考沙爾與妻子卡特麗娜·卡芙於2022年

考沙爾的私生活一直是小報廣泛報導的主題。儘管他以對媒體友好的態度而聞名，但在談及自己的人際關係時相當謹慎。他於2018年首次與演員哈琳·塞蒂（Harleen Sethi）傳出緋聞。2019年初，媒體報導了他們分手的消息。2021年12月9日，考沙爾在拉賈斯坦邦薩瓦伊馬多普爾巴瓦拉堡（Fort Barwara）六善度假村（Six Senses Resort）舉行的傳統印度教儀式上與演員卡特麗娜·卡芙結婚。婚禮吸引了印度媒體的大量報導。

## 作品列表

### 電影
| 年份 | 片名                      | 角色                                          | 附註                            | 來源   |
| ---- | ------------------------- | --------------------------------------------- | ------------------------------- | ------ |
| 2012 | 《瓦塞蒲黑幫》            | 不適用                                        | 助理導演                        | [ 18 ] |
| 2012 | 《雞肉庫拉那》            | 前傾的歐米（Young Omi）                                |                                 | [ 19 ] |
| 2013 | 《極客出局》（Geek Out）          | 極客（Geek）                                      | 短片                            | [ 19 ] |
| 2015 | 《孟買天鵝絨》            | 巴茲爾督察（Inspector Basil）                                |                                 | [ 19 ] |
| 2015 | 《永生之愛》              | 迪帕克·庫馬爾·喬杜里（Deepak Kumar Chaudhary）                      |                                 | [ 20 ] |
| 2016 | 《祖巴安》                | 迪舍爾（Dilsher）                                    |                                 | [ 21 ] |
| 2016 | 《孟買連環殺手》          | 警務助理處長拉加萬·「拉加夫」·辛格·烏姆比（ACP Raghavan "Raghav" Singh Umbi） |                                 | [ 22 ] |
| 2018 | 《愛，每平方英尺》        | 桑傑·庫馬爾·查圖維迪（Sanjay Kumar Chaturvedi）                      |                                 | [ 23 ] |
| 2018 | 《心甘情願》              | 伊克巴爾·賽義德（Iqbal Syed）                           |                                 | [ 24 ] |
| 2018 | 《愛慾四重奏》            | 帕拉斯·烏帕迪亞（Paras Upadhyay）                           | 卡倫·喬哈爾的章節               | [ 25 ] |
| 2018 | 《巨星桑君》              | 卡姆萊什·「卡姆利」·坎海亞拉爾·卡帕西（Kamlesh "Kamli" Kanhaiyalal Kapasi）     |                                 | [ 26 ] |
| 2018 | 《合格丈夫》              | 維基·桑德胡（Vicky Sandhu）                               | 兼歌曲《F代表愛》（F For Fyaar）的代唱歌手 | [ 27 ] |
| 2019 | 《克什米爾：英勇行動》    | 維漢·辛格·謝爾吉爾少校（Major Vihaan Singh Shergill）                    |                                 | [ 28 ] |
| 2020 | 《幽靈船》                | 普里特維·普拉卡尚（Prithvi Prakashan）                         |                                 | [ 29 ] |
| 2021 | 《印度刺客：薩達爾·辛格》 | 烏達姆·辛格                                   |                                 | [ 30 ] |
| 2022 | 《我是葛爷》              | 葛文達·瓦格梅爾（Govinda Waghmare）                           |                                 | [ 31 ] |
| 2023 | 《平行時空狂戀曲》        | DJ·莫哈巴特（DJ Mohabbat）                               | 特別演出                        | [ 32 ] |
| 2023 | 《人在家在》              | 卡皮爾·杜貝（Kapil Dubey）                               |                                 | [ 33 ] |
| 2023 | 《印度式家庭》            | 維德·維亞斯·特里帕蒂／巴詹·「比魯」·庫馬（Ved Vyas Tripathi / Bhajan "Billu" Kumar）  |                                 | [ 34 ] |
| 2023 | 《印度元帅：马内克肖尔》  | 萨姆·马内克肖                                 |                                 | [ 35 ] |
| 2023 | 《世紀倫敦夢》            | 蘇基（Sukhi）                                      | 特別演出                        | [ 36 ] |
| 2024 | 《霉运好孕》              | 阿基爾·查達（Akhil Chadha）                               |                                 | [ 37 ] |
| 2025 | 《幼獅王朝》              | 查特拉帕蒂·桑巴吉                             |                                 | [ 38 ] |
| 2026 | 《愛情與戰爭》（Love & War）        |                                               |                                 | [ 39 ] |

### 電視
| 年份 | 節目名                   | 角色       | 附註 | 來源   |
| ---- | ------------------------ | ---------- | ---- | ------ |
| 2018 | 《第25屆印度明星電影獎》 | 聯合主持人 |      | [ 40 ] |
| 2019 | 《2019年Zee電影獎》      | 聯合主持人 |      | [ 41 ] |
| 2019 | 《第64屆印度電影觀眾獎》 | 聯合主持人 |      | [ 42 ] |
| 2020 | 《第65屆印度電影觀眾獎》 | 聯合主持人 |      | [ 43 ] |
| 2021 | 《荒野求生全明星》       | 名人嘉賓   |      | [ 44 ] |

### MV
| 年份 | 歌名               | 歌手                  | 附註                 | 來源   |
| ---- | ------------------ | --------------------- | -------------------- | ------ |
| 2019 | 〈你會後悔的〉     | 阿里吉特·辛格         |                      | [ 45 ] |
| 2020 | 〈印度會微笑〉（Muskurayega India） | 維沙爾·米什拉         |                      | [ 46 ] |
| 2023 | 〈矛盾〉（Bhide）       | 阿里吉特·辛格、迪瓦恩 | 2023年杜蘭德盃主題曲 | [ 47 ] |

## 外部連結
- 維基·考沙爾在互联网电影资料库（IMDb）上的資料（英文）